# Монте-Сант-Анджело
Монте-Сант-Анджело (итал. Monte Sant'Angelo) — коммуна в Италии, располагается в регионе Апулия, в провинции Фоджа.
Население составляет 13491 человек (2008 г.), плотность населения составляет 57 чел./км². Занимает площадь 243 км². Почтовый индекс — 71037. Телефонный код — 0884.
Покровителем коммуны почитается святой Архангел Михаил, празднование 29 сентября.

## Демография
Динамика населения:

## Администрация коммуны
- Официальный сайт: http://www.montesantangelo.it/

## Города-побратимы
- Сан-Микеле-Салентино, Италия (2007)
- Валлекорса, Италия (2009)
- Mont Saint-Michel, Франция (2010)
- Сан-Джованни-Ротондо, Италия (2013)
- Бари, Италия (2013)
- Ассизи, Италия (2013)
- Андрия, Италия (2013)
- Альберобелло, Италия (2013)